# Xã Keokuk, Quận Wapello, Iowa
Xã Keokuk (tiếng Anh: Keokuk Township) là một xã thuộc quận Wapello, tiểu bang Iowa, Hoa Kỳ. Năm 2010, dân số của xã này là 867 người.

## Lịch sử
Xã Keokuk được thành lập năm 1846.